# Cecilia Wennerström
Cecilia Wennerström, född 21 april 1947, är en svensk musiker (jazz), kompositör och arrangör, utbildad vid Musikhögskolan i Malmö och Musikhögskolan vid Göteborgs universitet.
På 1980-talet ledde hon som tenorsaxofonist gruppen Salamander, som turnerade mycket i Sverige och Europa på festivaler och klubbar. Salamander debuterade internationellt 1981 på The Kansas City Women's Jazz Festival.
Senare samma år spelade Salamander på North Sea Jazz Festival och gjorde sådan succé att en extrakonsert sattes in. Gruppen engagerades även följande år av festivalen, då Cecilia Wennerström även deltog i en jam session från stora scenen tillsammans med Benny Golson.
Mot slutet av 1980-talet och början av 1990-talet var hon barytonsaxofonist i Kurt Olssons Damorkester och medverkade i många TV-program samt i långfilmen Kurt Olsson – filmen om mitt liv som mej själv (1990).
På 1990-talet blev hon ofta engagerad som barytonsaxofonist och spelade med Nisse Sandström, Marie Selander, Rune Carlsson Big Band, Gugge Hedrenius Big Blues Band, samt i många år med Peo Jönis Satin Dolls. Hon ledde också egna projekt med framför allt egna kvartetter.

## Priser och utmärkelser
- 2014: SKAP-stipendium
- 2013: Fonogramstöd från Kulturrådet
- 2011: STIM-stipendium som kompositör
- 2010: 1-årigt konstnärsstipendium
- 2008: Författarnas Fotokopieringsfond
- 1993: 1-årigt konstnärsstipendium
- 1986: 1-årigt konstnärsstipendium
- 1983: 1-årigt konstnärsstipendium

## Diskografi som ledare eller medverkande
- 1981: Live at Northsea Jazz Festival
- 1982: In the darkest month
- 1984: Spirit of fire
- 1985: Trio
- 1997: Minor Stomp
- 2001: Stuck Zipper
- 2010: Fafner
- 2011: Tussilago
- 2013: Lydian Mars